# Дарк-ембієнт
Дарк-ембієнт (англ. dark — «темний», «похмурий»; ambient — «навколишній») — музичний напрямок на стику ембієнту та індастріалу, що з'явився на початку 80-х як результат переосмислення експериментів індастріалу інструментами ембієнту й нойзу. Часто під дарк-ембієнтом розуміють будь-який «похмурий» або «гучний» ембієнт, що не зовсім правильно.

## Загальний огляд
Напрямок не мав єдиного засновника або музикантів, що винайшли цей стиль, він еволюціонував сам по собі, подібно до IDM. Коріння дарк-ембієнту можна вбачати в ранніх ранніх роботах Брайана Іно, які відрізнялись досить темним або похмурим настроєм, особливо «An Index of Metals» (від Evening Star (1975), у співпраці з Робертом Фріппом, в якій поєднувався жорсткий feedback гітари, ембієнтні фрагменти в другій половині альбому Low (1977) Девіда Бові, і Fourth World, Vol. 1: Possible Musics (1980), співпраця з Джоном Гаселем.
Проєкти індастріал-ембієнту подібно до Coil, Lustmord, Zoviet France та Nocturnal Emissions еволюціонували поза індустріальною музикою протягом 1980-х, і стали одними з найперших, хто прийшов до дарк-ембієнту. 
В середині 1990-х в індастріал-ембієнті, ембієнт-нойзі, ethereal wave, illbient, ізоляціонізмі та інших стилях дарк-ембієнту працює ціла низка артистів. Серед цих артистів були Autopsia, Vidna Obmana, Daniel Menche, Lull, Elend, Raison d'etre, та Shinjuku Thief. В той же час дарк-ембієнт проникає до академічної музики. Для прикладу можна навести проєкт Aghiatrias або роботи чеського композитора Владіміра Гірша.

## Загальні риси
Загалом музика дарк-ембієнту націлена викликати відчуття самотності, меланхолії, покори й ізольованості від зовнішнього світу. Проте, хоча музика цього напрямку є «темною» по своїй природі, деякі артисти створюють звуковий простір, що уникає мізантропічних тенденцій. Приклади таких робіт — Oöphoi, Tau Ceti, Klaus Wiese, and Robert Rich.
До характерних рис дарк-ембієнту можна віднести:

### Використання природних шумів і звуків
Найчастіше використаються промислові, рідше природні шуми. Пізніші проєкти (наприклад Bad Sector) використають перетворені у звук сигнали радарів, космічних зондів і військових об'єктів.

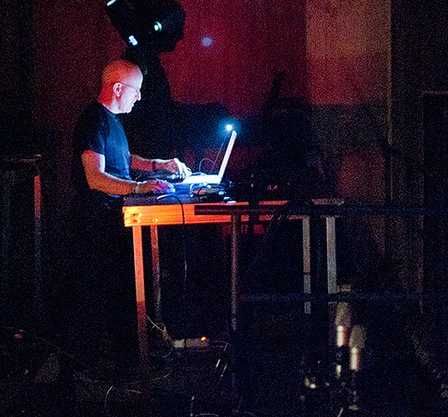
Lustmord за роботою. Брайан Вільямс, британський музикант, засновник дарк-ембієнту.

### Відсутністьритмуймелодії
Як і в ембієнті, композиційна структура не спирається на ті чи інші закони музичної форми, розгортання твору відбувається через оперування барвою звуку.

### Психоакустичніприйоми
Часто дарк-ембієнтні проєкти націлені на виклик у слухача певних емоцій не тільки й не стільки на рівні свідомого сприйняття, скільки на рівні несвідомого.

### Ідеологія
Будучи спадкоємцем експериментів індастріалу, дарк-ембієнт, однак, рідко буває ідеологізованим — він не торкається моральних, політичних, релігійних проблем. Виключенням є такі відгалуження дарк-ебмієнту, як ритуальний ембієнт (Ritual Ambient) та чорний ембієнт (Black Ambient) — ці напрямки визначаються зверненням до окультних чи сатанинських ідей.

### Монотонність
Для дарк-ембієнту характерний мінімалістичний, позбавлений яскраво визначених деталей й емоційних сплесків, звук, що нагадує білий шум. Монотонність і зацикленість надають звучанню гіпнотичного ефекту.

## Основні різновиди й відгалуження стилю
Розподіл дарк-ембієнту на підстилі, як і в більшості випадків сучасної неакадемічної музики, вельми умовний і не є загальноприйнятим. Багато проєктів можна розглядати як представників одночасно декількох підстилів дарк-ембієнту, тому ставитися до цієї класифікації треба з обережністю.

### Industrial Ambient
Найтісніше пов'язаний з індастріалом різновид дарк-ембієнту, що сполучає в собі всі елементи музики індастріал, такі як антимузична спрямованість, використання немузичних звуків, іноді ідеологія або окультизм, а так само практика шокування слухача. Вперше композиції, схожі за своїми характеристиками на індастріал-ембієнт, з'явилися ще у Throbbing Gristle. Найчастіше, говорячи про дарк-ембієнт, мають на увазі саме індастріал-ембієнт.
Представники: Lustmord, NON, Coil, CTi, Hafler Trio, Nocturnal Emissions, Zoviet France, Кім Касконе, Thomas Koner, Controlled Bleeding
Прослухати типові фрагменти:
- Lustmord - Heresy Part ІІІ (208.4kb)ⓘ
- Lustmord - Heresy part V (209kb)ⓘ
- NON - Storm (249.3kb)ⓘ

### Noise Ambient
Як виходить з назви, прикордонний з нойзом різновид дарк-ембієнту. Так само до нойз-ембієнту можна віднести деякі альбоми japanoise-проєктів, таких як Aube або Contagious Orgasm.
Представники: Aube, Bad Sector, Contagious Orgasm, Junkielover, Iszoloscope, Merzbow
Прослухати типові фрагменти:
- Aube - Rebounce (257.1kb)ⓘ
- Bad Sector - Alexander 1922 (247.9kb)ⓘ

### Ritual Ambient
Ритуальність, релігійність, окультизм, а так само пропаганда своїх поглядів через музику була властива дарк-ембієнту споконвічно — приміром, умовний засновник жанру Брайан Ластморд на початку 80-х був відомий своїми сатанінськими ідеями (на альбомі Paradise Disowned використані лементи, церковні пісні, звучання тибетської трубки з гомілкової кістки людини, за що цей запис багато представників сатаністів назвали ідеальним саундтреком для чорної меси). Для ритуального ембієнту, крім сатанинських ідей, характерно також використання окультизму (тут ритуальний ембієнт перегукується з раннім пост-індастриалом, наприклад Current 93 й Coil). Пізніше, увагу музикантів цього напрямку залучило європейське язичництво, а також східне, зокрема буддистський, містицизм. Ритуальний ембіент часто перетинається з іншими відгалуженнями дарк-ембіента, тому що характерних тільки для нього музичних особливостей у нього немає.
Представники: Psychonaut, Archon Satani, Inade, Vishudha Kali, Dagda Mor, Hybryds, Svasti-Ayanam
Прослухати типові фрагменти:
- Аудіофайл «Vishudha_Kali_Rituals_From_Water_fragment.ogg» не знайдено

### Drone Ambient
Прабатьком цього подстиля вважається німецький проєкт Die Feine Trinkers Bei Pinkels Daheim. Однак популярність йому приніс проєкт Maeror Tri. Для Drone ambient характерні монотонні низькочастотні гудіння, різноритмові вібрації, що створюють у сумі суцільний звуковий ландшафт (soundscape), а так само містичні й паранаукові ідеї. Споконвічно джерелами звуку були електрогітари, пізніше до них додалися природні (звуки вітру, води) і синтезовані звуки.
Представники: Maeror Tri, Troum, Cisfinitum, Alio Die, Yen Pox, Mohr
Прослухати типові фрагменти:
- Аудіофайл «Maeror_Tri_fragment.ogg» не знайдено
- Troum - Scurphen (164.7kb)ⓘ
- Troum - Tatan (2006р., 1353kb)ⓘ

### Dark Industrial
Для дарк індастріалу, на відміну від інших підстилів дарк-ембієнту, характерний ритм (причому ритм ритуально-окультного характеру) та деяка мелодика.
Представники: Deutsch Nepal, Allerseelen
Прослухати типові фрагменти:
- Аудіофайл «Deutsch_Nepal_Faint_Retard_fragment.ogg» не знайдено
- Deutsch Nepal - Collapsing Surface (184kb)ⓘ

### Black Ambient
Умовний жанр, до якого відносять сайд-проєкти блекерських груп у форматі дарк-ембієнт. Рідше під блек-ембієнтом розуміють дарк-ембієнт із сатаністською ідеологією або елементами блек-металу.
Представники: MZ.412, Prophane Grace, Darkness Enshround
Прослухати типові фрагменти:
- MZ.412 - Satan Jugend (ogg vorbis, 232.9kb)ⓘ